# Sébastien Bortolucci
Pas d'image ? Cliquez ici

a Compétitions nationales et continentales officielles uniquement.

Dernière mise à jour le 12 décembre 2018.
Sébastien Bortolucci, né le 18 juin 1982 à Auch, est un joueur français de rugby à XV qui évolue au poste de talonneur. Il a pris sa retraite sportive en 2012.

## Carrière
- 2011-2012 à Auch (Pro D2), 24 matchs, 0 point
- 2010-2011 à Colomiers (Pro D2), 19 matchs, 10 points, 2 essais
- 2009-2010 à Colomiers (Pro D2), 28 matchs, 0 point
- 2008-2009 à Auch (Pro D2), 27 matchs, 10 points, 2 essais
- 2007-2008 à Auch (Top 14), 23 matchs, 5 points, 1 essai
- 2006-2007 à Auch (Pro D2), 29 matchs, 5 points, 1 essai
- 2005-2006 à Auch (Pro D2), 23 matchs, 0 point
- 2004-2005 à Auch (Top 16), 22 matchs, 0 point

### Clubs successifs
- Étoile sportive gimontoise
- 2002-2009 : FC Auch
- 2009-2011 : US Colomiers
- 2011-2012 : FC Auch

## Palmarès
Avec le FC Auch
- Championnat de France de Pro D2 :
  - Champion (1) : 2007
- Bouclier européen :
  - Vainqueur (1) : 2005[2]